# Chris Carter (giocatore di football americano)
Chris Carter (Los Angeles, 6 aprile 1989) è un giocatore di football americano statunitense che gioca nel ruolo di linebacker per i Washington Redskins della National Football League (NFL). Fu scelto nel corso del quinto giro (162º assoluto) del Draft NFL 2011 dagli Steelers. Al college ha giocato a football alla Fresno State University.

## Carriera professionistica

### Pittsburgh Steelers
Carter fu scelto dai Pittsburgh Steelers nel corso del quinto giro del Draft 2011. Nella sua stagione da rookie disputò 8 partite, nessuna delle quali come titolare, mettendo a segno 3 tackle. Disputò la prima gara come titolare in carriera nella settimana 1 della stagione 2012 contro i Denver Broncos e partì dall'inizio anche nelle due gare successive contro New York Jets e Oakland Raiders, facendo registrare 3 tackle e un passaggio deviato contro questi ultimi. La seconda stagione di Carter si concluse con 8 presenze (3 come titolare) e 8 tackle.

## Statistiche
| Partite totali      | 29  |
| Partite da titolare | 4   |
| Tackle              | 16  |
| Sack                | 0,0 |
| Intercetti          | 0   |

Statistiche aggiornate alla stagione 2013